# Bonnie J. Dunbar
Bonnie Jeanne Dunbar (ur. 3 marca 1949 w Sunnyside w stanie Waszyngton) – emerytowana amerykańska astronautka, inżynier. Związana z Texas A&M University. 
Otrzymała licencjat (w 1971) i magisterium (1975) w dziedzinie inżynierii ceramicznej na University of Washington oraz doktorat z inżynierii mechanicznej i biomedycznej na University of Houston (1983).
Przez 27 lat pracowała w NASA, początkowo na stanowisku kontrolerki lotów i obsługi ładunku w Centrum Lotów Kosmicznych imienia Lyndona B. Johnsona. Od sierpnia 1981 r. astronautka NASA. Przebywała w przestrzeni pozaziemskiej łącznie 50 dni, podczas pięciu lotów kosmicznych. Po zakończeniu służby w NASA w 2005 roku kontynuowała działalność naukową i skoncentrowała się na edukacji, obejmując stanowisko prezesa muzeum w Seattle.
Stowarzyszenie Uczestników Lotów Kosmicznych (Association of Space Explorers) przyznało jej Universal Astronaut Insignia za lot orbitalny (nr 187).

## Lista lotów
- STS-61-A Challenger (30 października - 6 listopada 1985)
- STS-32 Columbia  (9–20 stycznia 1990)
- STS-50 Columbia (25 czerwca - 9 lipca 1992)
- STS-71 Atlantis (27 czerwca - 7 lipca 1995)
- STS-89 Endeavour (22–31 stycznia 1998)